# 吉田秀彦引退興行 〜ASTRA〜
DHC Presents 吉田秀彦引退興行 〜ASTRA〜（ディーエイチシー プレゼンツ よしだひでひこ いんたいこうぎょう アストラ）は、日本の総合格闘技大会。2010年4月25日、東京都千代田区の日本武道館で開催された。

## 大会概要
化粧品メーカーのDHCが冠スポンサーを務め、ジェイロックが主催した吉田秀彦の引退試合のために用意された大会で、吉田は弟子の中村和裕と対戦した。
フェザー級はSRCと同じ-65kgに設定された。

## 試合結果

### オープニングファイト
第1試合 バンタム級ワンマッチ 62kg契約 5分2R
○  村田卓実 vs.  小森亮介 ×
2R終了 判定3-0（20-18、20-18、20-18）
第2試合 ミドル級ワンマッチ 5分2R
○  坂下裕介 vs.  長井憲司 ×
1R 2:04 TKO（レフェリーストップ：パウンド）
第3試合 ヘビー級ワンマッチ 5分2R
○  バル・ハーン vs.  誠悟 ×
2R終了 判定3-0（20-17、20-19、20-18）

### 本戦カード
第1試合 フェザー級ワンマッチ 5分3R
○  毛利昭彦 vs.  長倉立尚 ×
1R 1:04 TKO（レフェリーストップ：左フック→パウンド）
第2試合 ウェルター級ワンマッチ 5分3R
○  白井祐矢 vs.  チェ・ミルス ×
1R 3:59 腕ひしぎ十字固め
第3試合 ライト級ワンマッチ 5分3R
○  中村大介 vs.  天突頑丈 ×
3R終了 判定3-0（30-28、30-26、30-25）
第4試合 ライト級ワンマッチ 5分3R
○  ホルヘ・マスヴィダル vs.  小谷直之 ×
3R終了 判定2-1（29-30、30-29、30-30※マスヴィダル優勢）
第5試合 ウェルター級ワンマッチ 5分3R
○  チャ・ジョンファン vs.  長南亮 ×
2R 2:10 TKO（レフェリーストップ：右スーパーマンパンチ→パウンド）
第6試合 ライトヘビー級ワンマッチ 95kg契約 5分3R
○  エンセン井上 vs.  アンズ・"ノトリアス"・ナンセン ×
1R 2:10 腕ひしぎ十字固め
第7試合 フェザー級ワンマッチ 5分3R
○  小見川道大 vs.  ミカ・ミラー ×
3R終了 判定3-0（30-28、30-29、30-29）
第8試合 無差別級ワンマッチ 5分3R
○  中村和裕 vs.  吉田秀彦 ×
3R終了 判定3-0（30-28、30-28、30-28）